# Humboldt-Gymnasium Weimar
Das Humboldt-Gymnasium ist das jüngste von drei Gymnasien der Stadt Weimar und liegt im Stadtteil Weimar-West. Es entstand 2006 aus der Fusion des Sophien-Gymnasiums und des Hoffmann-von-Fallersleben-Gymnasiums. Die Schüler kommen aus der ganzen Stadt Weimar, aber auch aus dem Kreis Weimarer Land. Die Schule mit den Klassenstufen 5–12 ist z. T. zwei-, in den jüngeren Klassen drei- bis vierzügig.

## Schulprofil
Das Humboldt-Gymnasium ist vor allem wegen der besonderen Rolle bekannt, die die französische Sprache für etwa die Hälfte seiner Schüler als erste Fremdsprache spielt. Es ist aber mitnichten ein Sprachengymnasium, wie das Schulprofil zeigt.

### Bilingualer Zug
Der bilinguale Zug existierte bereits seit 1994 am Hoffmann-von-Fallersleben-Gymnasium und wurde nach der Fusion am Humboldt-Gymnasium fortgeführt. Die Schüler, die Französisch ab Klassenstufe 5 als erste Fremdsprache wählen, besuchen ab Klassenstufe 7 den bilingualen Zug. Ab Klassenstufe 7 können sich diese Schüler dafür entscheiden, das Fach Geschichte bilingual zu belegen. Das bedeutet, dass der Fachunterricht zunehmend in Französisch erfolgt. In der Regel entscheidet sich etwa die Hälfte der Schüler für Französisch als erste Fremdsprache. Von diesen wählt die übergroße Mehrheit auch den bilingualen Bildungsgang, wobei diese Entscheidung jeweils zum Halb- bzw. Schuljahresende revidierbar ist. Alle Schüler des bilingualen Zuges erhielten in den Klassenstufen 9 und 10 außer im Fach Geschichte auch bilingualen Sozialkundeunterricht. Schüler mit der ersten Fremdsprache Französisch, die nicht am bilingualen Geschichtsunterricht teilnehmen, werden in den Sachfächern gemeinsam mit den Schülern, deren erste Fremdsprache Englisch ist, auf Deutsch unterrichtet. Am Ende der Klassenstufe 10 erhalten die bilingual unterrichteten Schüler ein Zertifikat über ihre bilinguale Ausbildung.
Die Schüler, die Französisch als erste Fremdsprache lernen, nehmen in der Klassenstufe 7 oder 8 nach Möglichkeit an einem Austausch mit den Collèges von Bresles teil, die beide in der Picardie liegen. Vorher bestand zwischen 1997 und 2010 eine Austauschpartnerschaft mit dem Collège Jean Moulin in Forbach/Lothringen. Die Möglichkeit zur Teilnahme an einem Austausch kann im Einzelfall davon abhängen, ob auf französischer Seite genügend Austauschpartner zur Verfügung stehen. Im Rahmen seiner Möglichkeiten unterstützt das Humboldt-Gymnasium auch Schüler, die einen individuellen Austausch mit einem französischen Partner durchführen wollen. Seit 2005 hat die Zahl dieser Austausche im Rahmen des Brigitte-Sazauy-Programms bzw. des Voltaire-Programmes des Deutsch-Französischen Jugendwerks stark zugenommen.
Im CDI (Centre de Documentation et d’Information) des Humboldt-Gymnasiums stehen neben Unterrichtsmaterialien für die Fächer des bilingualen Zuges auch Computerarbeitsplätze mit Internetanschluss zur Verfügung.
Das Humboldt-Gymnasium verfügt über ein Sprachlabor.
Für alle Schüler mit Französisch als erster Fremdsprache ist ab Klassenstufe 5 Englisch als zweite Fremdsprache verpflichtend, da in Thüringen entweder die erste oder die zweite Fremdsprache Englisch sein muss.

### Abibac
Am Humboldt-Gymnasium Weimar konnte 2011 erstmals in den neuen Bundesländern ein Jahrgang zum Abibac geführt werden. Dieses Angebot, den Erwerb des deutschen Abiturs zeitgleich mit dem des französischen Baccalauréat anzustreben, besteht für die Klassenstufen 10 bis 12.
Dazu werden die Fächer Französisch und Geschichte bilingual als Fächer mit erhöhtem Anforderungsniveau (eA) belegt, Sozialkunde bilingual als Fach mit grundlegendem Anforderungsniveau (gA). Dazu kommt Unterricht in französischer Literatur. In Französisch und Geschichte werden die jeweiligen Abiturprüfungen auch für das Baccalauréat bewertet, in Französisch findet eine zusätzliche mündliche Prüfung in französischer Literatur für das Baccalauréat statt. Im zweiten bilingual unterrichteten Sachfach (Sozialkunde) werden die vier letzten Semesternoten eingebracht.
Im Zuge der Einrichtung des Abibac-Zuges wurde am 8. Juni 2009 eine Partnerschaftsvereinbarung mit dem Lycée Felix Faure in Beauvais in der Picardie unterzeichnet. Seitdem finden regelmäßige Austausche in der Klassenstufe 11/Première statt.
Im Juli 2011 bestanden alle 10 Schüler des ersten Abibac-Jahrgangs die Prüfungen sowohl für das Abitur als auch für das Baccalauréat. Überreicht wurden den „Abibacheliers“ die Baccalauréat-Zeugnisse im Humboldt-Gymnasium durch den französischen Botschafter in Deutschland, Maurice Gourdault-Montagne, in Anwesenheit des Staatssekretärs Prof. Dr. Roland Merten vom Thüringer Ministerium für Bildung, Wissenschaft und Kultur.
Das Humboldt-Gymnasium war das erste Gymnasium Thüringens, das diesen Ausbildungsgang anbieten konnte. Der erste AbiBac-Prüfungsdurchgang in den ostdeutschen Ländern fand hier 2011 statt.

### Weitere Besonderheiten
Das Humboldt-Gymnasium ist keine spezielle Sprachenschule. Alle Schüler kommen in den Klassenstufen 9 und 10 in den Genuss mathematisch-naturwissenschaftlichen Wahlpflichtunterrichts. Die Fächer Mathematik, Physik, Chemie und Biologie werden mit erhöhter Stundenzahl angeboten. Ebenso werden den Schülern in der Klassenstufe 10 Grundkenntnisse im Fach Astronomie vermittelt. Die naturwissenschaftlichen Fachkabinette sind in den letzten Jahren komplett erneuert und modern ausgestattet worden. Darüber hinaus existieren zwei Computerkabinette.
Mit der Integration blinder und sehbehinderter Schüler wird eine Tradition des ehemaligen Sophiengymnasiums fortgeführt. Dabei arbeitet das Humboldt-Gymnasium eng mit dem staatlichen überregionalen Förderzentrum Sehen (Diesterwegschule Weimar) und anderen Fördereinrichtungen zusammen. Für die blinden und sehbehinderten Schüler wird im überregionalen Medienzentrum, das in der Schule seinen Sitz hat, das notwendige Unterrichtsmaterial erstellt.
Das Programm Athletik plus fasst die talentierten Sportler ab der 5. Klasse in zwei zusätzlichen leistungsorientierten Sportstunden zusammen. In enger Abstimmung mit zahlreichen Sportvereinen und dem Stadtsportbund Weimar soll die sportliche Leistungsfähigkeit der Schüler umfassend erhöht werden.
Reformpädagogische Ansätze spielen im Unterricht am Humboldt-Gymnasium eine zunehmende Rolle, um speziell das selbstständige Lernen und Forschen zu stützen. Projekt- und Epochenunterricht sind konzeptionell in den Unterricht integriert, das offene Lernen fester Bestandteil des Unterrichts in den Klassenstufen 5 bis 8.
Neben dem Austausch mit dem Lycée Félix-Faure in Beauvais in der 11. Klasse findet seit vielen Jahren in der 7. Klasse ein Austausch mit dem Collège Condorcet in Bresles statt.
Das Humboldt-Gymnasium führte viele Jahre einen zweiwöchigen Austausch mit einer Partnerschule in Saratow/Russland durch.
Zweimal wöchentlich kann die Schulbücherei benutzt werden, die regelmäßig neue Titel anschafft.

## Geschichte
Das Humboldt-Gymnasium ist 2006 aus der Fusion des Hoffmann-von-Fallersleben-Gymnasiums in Weimar-West mit dem Weimarer Sophiengymnasium entstanden.

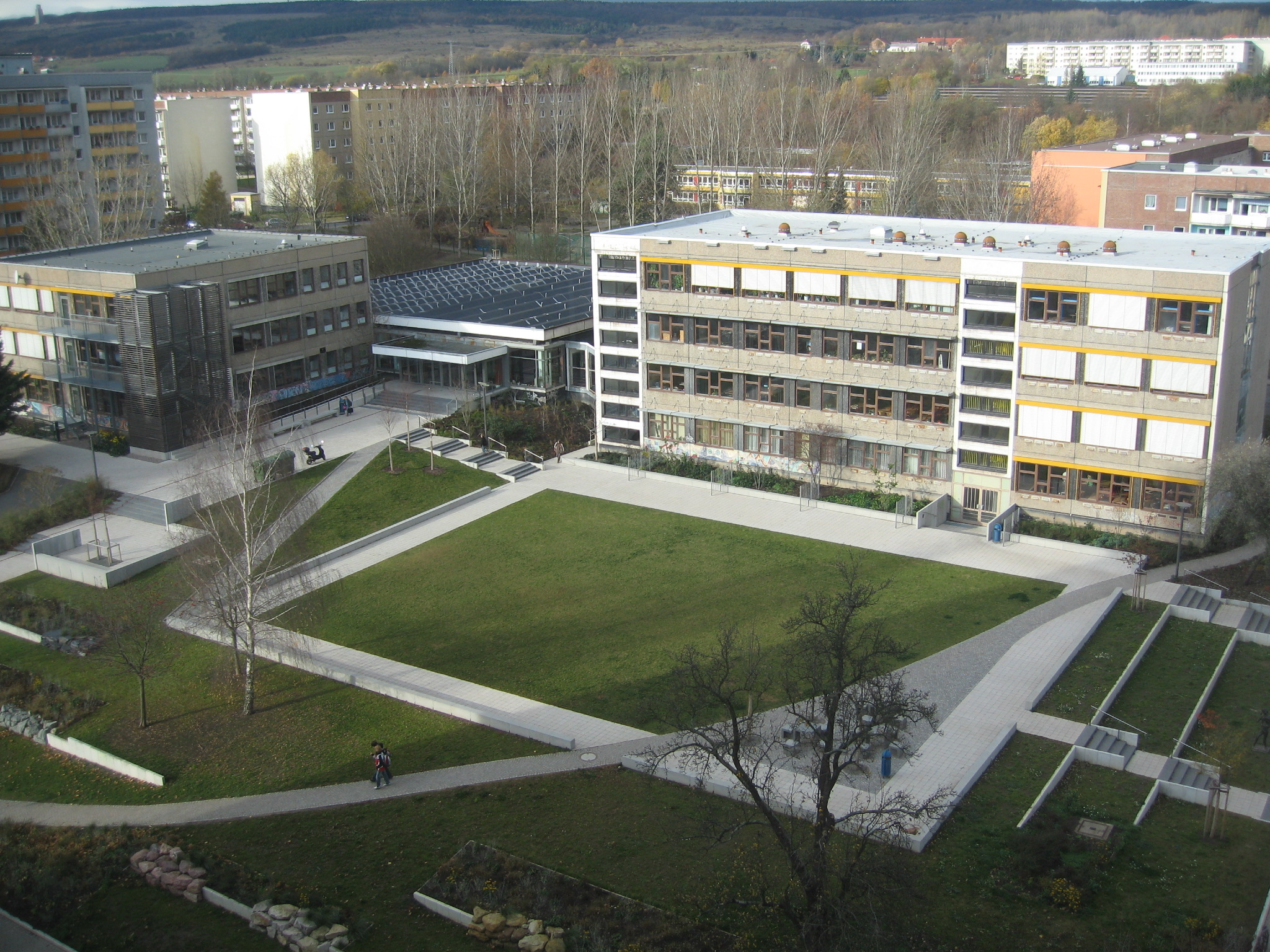
Die drei Gebäude und das 2008 neu gestaltete Schulgelände in Weimar-West. Im Hintergrund der Ettersberg mit dem Buchenwald-Turm. (2009)

Bei den Planungen für den neuen Stadtteil Weimar-West wurde auch eine polytechnische Oberschule vorgesehen. Am 1. Mai 1979 wurde mit dem Bau begonnen. In das Fundament wurde eine Schatulle eingemauert, in der die Broschüre „30 Jahre DDR – eine Bilanz der Stadt Weimar“, die Tagesausgaben der vier damaligen Weimarer Tageszeitungen, die Betriebszeitung des Wohnungsbaukombinats, sämtliche Prägungen der im Umlauf befindlichen DDR-Münzen vom Fünf- bis zum Zwanzigmarkstück, Schulbücher und Kleingeld sowie die Gedenkmünze „1000 Jahre Weimar“ eingeschlossen waren.
Es handelte sich um einen Experimentalbau, der sich von den anderen, standardisierten Typenschulbauten in der DDR unterschied. Der Baukörper besteht aus einem drei- und einem viergeschossigen Bauteil mit Klassen- und Fachräumen, die durch einen eingeschossigen Mehrzweckbau verbunden sind. In letztem sind eine Eingangs- und Pausenhalle („Foyer“) mit Bühne und ein Mehrzweckraum durch eine Wand aus abnehmbaren Elementen getrennt. Im Inneren fallen u. a. die vergleichsweise breiten Gänge auf. Am 1. September 1980 öffnete die „W.-I.-Lenin-Oberschule“ ihre Pforte für 458 Schüler, 29 Lehrer, 9 Erzieher sowie einen Pionierleiter. Sie war die zehnte Schule, die nach 1945 in Weimar errichtet wurde.
Mit der politischen Wende in der DDR wurde auch das Schulwesen grundlegend verändert. Aus der Lenin-Oberschule wurde 1991 das Hoffmann-von-Fallersleben-Gymnasium. 1994 begann Ausbildung im französisch-bilingualen Zug. Am letzten Schultag vor den Weihnachtsferien 2001 blieb ein durch Brandstiftung verursachtes Feuer während der Unterrichtszeit glücklicherweise ohne Opfer. Seitdem wurde intensiv in den technischen Brandschutz investiert und eine besondere Sensibilität für Notfallplanungen und -Übungen entwickelt. 2006 fusionierte das Hoffmann-von-Fallersleben-Gymnasium mit dem Sophiengymnasium zum Humboldt-Gymnasium mit dem Standort in Weimar-West.
Das Sophiengymnasium war 1888 als Zweite Bürgerschule gegründet worden. Das Gebäude am Rathenauplatz 1 hatte zwei separate Eingänge für Jungen und Mädchen. Seit 1902 hieß die Schule Sophienschule nach der gleichnamigen Großherzogin von Sachsen-Weimar-Eisenach. Dieser Name blieb auch während der Weimarer Republik und des Dritten Reichs bestehen. Nach dem Zweiten Weltkrieg wurde aus der Sophienschule eine polytechnische Oberschule mit dem Namen „Karl-Marx-Oberschule“. 1991 wurde daraus das Sophiengymnasium. Eine Besonderheit des Schulprofils wurde die Integration blinder und sehbehinderter Schüler.

### Aktuelles
Zwischen der Pensionierung der letzten Schulleiterin im Jahr 2009 konnte bis auf eine kurze Unterbrechung 2011/12 die Stelle des Schulleiters am Humboldt-Gymnasium bis 2018 nicht besetzt werden. Die Gründe dafür waren verwaltungstechnischer und personalpolitischer Natur. Seit März 2018 leitet Frau Mohr das Gymnasium.
Im März 2019 fand zum ersten Mal ein Schulball statt, der von Schülern organisiert wurde.
Seit 2020 befindet sich die Schule im Umbau. Modernisierte Klassen- und Fachräume, die Barrierefreiheit und verbesserte Digitalisierung sind hierbei Hauptbestandteile der Renovierung. 

## Förderverein
Im Förderverein des Humboldt-Gymnasiums haben sich vor allem Eltern, Lehrer und ehemalige Schüler zusammengefunden, um das Schulleben materiell und ideell zu unterstützen. Von den Schultüten für die jeweiligen neuen Fünftklässler bis hin zu Auszeichnungen für besonders gute Abiturienten reicht die Spanne dessen, was der Förderverein finanziell übernimmt. Ferner vergibt der Verein Beihilfen, falls Schüler andernfalls auf die Teilnahme an Klassenfahrten verzichten müssten. Außerdem trägt der Verein im Auftrag der Stadt Weimar die Schuljugendarbeit. Darüber hinaus versucht er schließlich, Impulse zu geben bzw. zu fördern.